# Унгерхаузен
Унгерхаузен (нем. Ungerhausen) — община в Германии, в земле Бавария. 
Подчиняется административному округу Швабия. Входит в состав района Нижний Алльгой.  Население составляет 1004 человека (на 31 декабря 2010 года). Занимает площадь 7,02 км².